# 2008年夏季奥林匹克运动会中国射击队
参加2008年北京夏季奥林匹克运动会的中国射击队共计44人，其中运动员24人，官员与工作人员20人，领队高志丹。

## 人员构成
| 2008年北京奥运中国射击队人员组成 |
| 运动员： 男运动员（15人）：谭宗亮、邱健、庞伟、贾占波、林忠仔、张鹏辉、朱启南、曹逸飞、刘忠生、李亚军、李洋、胡斌渊、王楠、曲日东和金迪。 女运动员（9人）：赵颖慧、武柳希、任洁、费逢吉、杜丽、陈颖、郭文珺、刘英姿和魏宁。                 |
| 官员与工作人员： 领队高志丹，副领队肖昊鹏； 教练员（15人）：王义夫、常静春、马军、邵建华、陈继元、盛浩明、张民宪、薛保全、孙盛伟、张会群、王晓、江泽祥、张卫刚、王跃舫、张秋萍； 医生（2人）：刘宝荣、李小东，其他管理人员（1人）：苏之渤。 |

## 参赛项目
| 女子组 |
| ·女子10米气步枪：杜丽、赵颖慧； ·女子10米气手枪：任洁、郭文珺； ·女子25米运动手枪：陈颖、费逢吉； ·女子50米步枪三种姿势：武柳希、杜丽； ·女子飞碟多向：刘英姿； ·女子飞碟双向：魏宁。 |

| 男子组 |
| ·男子50米步枪三种姿势：贾占波、邱健； ·男子10米气步枪：朱启南、曹逸飞； ·男子10米气手枪：谭宗亮、庞伟； ·男子25米手枪速射：张鹏辉、刘忠生； ·男子50米步枪卧射：邱健、贾占波； ·男子50米手枪慢射：林忠仔、谭宗亮； ·男子飞碟多向：李亚军； ·男子飞碟双向：曲日东、金迪； ·男子飞碟双多向：胡斌渊、王楠。 |

## 奖牌
| 男子10米气手枪 | 2008年8月9日 | 庞伟 | 冠军 688.2环 |

| 女子10米气手枪 | 2008年8月10日 | 郭文珺 | 冠军 492.3环 |

| 女子25米手枪 | 2008年8月13日 | 陈颖 | 冠军 决赛分208.4 总分793.4 |

| 女子50米步枪三种姿势 | 2008年8月14日 | 杜丽 | 冠军 决赛分101.3 总分690.3 |

| 男子50米步枪三种姿势 | 2008年8月17日 | 邱健 | 冠军 决赛分99.5 总分1272.5 |

| 男子10米气步枪 | 2008年8月11日 | 朱启南 | 亚军 699.7环 |

| 男子50米手枪 | 2008年8月12日 | 谭宗亮 | 季軍 94.5环 |

| 男子飞碟双多向 | 2008年8月12日 | 胡斌渊 | 季軍 184环 |

## 男子赛成绩

### 男子10米气手枪
比赛时间：2008年8月9日，地点：北京射击馆

庞伟和谭宗亮参加男子10米气手枪比赛，庞伟获冠军，谭宗亮无缘决赛。 
资格赛 

庞伟／586环，排名第1位；  

谭宗亮／580环，排名第11位（淘汰）。 
决赛 

庞伟／决赛成绩102.2环，总分688.26环，获得冠军。 

### 男子飞碟多向
比赛时间：2008年8月9日－10日，地点：北京射击馆 

参加男子飞碟多向李洋和李亚军资格赛均遭淘汰。

李洋／115分，排名第16位；  

李亚军／113分，排名第21位。 

### 男子10米气步枪
比赛时间：2008年8月11日，地点：北京射击馆

朱启南和曹逸飞参加男子10米气步枪比赛，朱启南获亚军，曹逸飞无缘决赛。 
资格赛 

朱启南／597环，排名第2位；  

曹逸飞／593环，排名第14位（淘汰）。 
决赛 

朱启南／决赛成绩102.7环，总分699.7环，获得亚军。 

### 男子飞碟双多向
比赛时间：2008年8月12日，地点：北京射击馆

胡斌渊和王楠参加男子飞碟双多向比赛，胡斌渊获第3名，王楠第16位无缘决赛。 
资格赛 

胡斌渊／138环，排名第4位；  

王楠／134环，列第12位（淘汰）。 
决赛 

胡斌渊／决赛成绩46，总成绩184，获季軍。

### 男子50米手枪
比赛时间：2008年8月12日，地点：北京射击馆

谭宗亮和林忠仔参加男子50米手枪比赛，谭宗亮获第3名，林忠仔第16位无缘决赛。 
资格赛 

谭宗亮／565环，排名第1位；  

林忠仔／555环，排名第16位（淘汰）。 
决赛 

谭宗亮／决赛成绩94.5，累计成绩659.5，获季軍
。

### 男子50米步枪卧射
中国参加男子50米步枪卧射比赛（比赛时间：2008年8月15日）。
资格赛

邱健 

贾占波

### 男子飞碟双向
中国参加男子飞碟双向比赛（比赛时间：2008年8月15日、16日）。
资格赛

曲日东 

金迪

### 男子25米手枪速射
中国参加男子25米手枪速射比赛（比赛时间：2008年8月15日、16日）。
资格赛

张鹏辉 

刘忠生

### 男子50米步枪三种姿势
2008年8月17日，中国参加男子50米步枪三种姿势比赛项目有邱健和贾占波，贾占波资格赛成绩1163列第24位无缘决赛；邱健资格赛1173分列4位，决赛99.5分，获得获得冠军。

## 射擊
| 運動員 | 預賽  | 預賽  | 決賽     | 決賽     | 總排名 |
| 運動員 | 分數  | 排名  | 分數     | 排名     | 總排名 |
| ------ | ----- | ----- | -------- | -------- | ------ |
| 赵颖慧 | 389環 | 37/47 | 未能晉級 | 未能晉級 | 37/47  |
| 杜麗   | 399環 | 4/47  | 100.6環  | 7/8      | 5/47   |

### 女子10米气手枪
郭文珺和任洁参加女子10米气手枪，比赛时间：2008年8月10日，地点：北京射击馆
资格赛 

郭文珺／390环，排名第2位；  

任洁／381环，排名第19位（淘汰）。

决赛 

郭文珺，决赛成绩102.3环，累计得分492.3获得冠军。 

### 女子飞碟多向
比赛时间：2008年8月11日，地点：北京射击馆 

刘英姿参加女子飞碟多向，资格赛63环列12位无缘决赛。

### 女子25米手枪
比赛时间：2008年8月13日，地点：北京射击馆

陈颖和费逢吉参加女子25米手枪比赛，二人均进入决赛。陈颖在资格赛中以总分582列8位，决赛以208.4分总分793.4分获得冠军；费逢吉在资格赛中以总分582列3位，决赛以208.4分总分793.4分列第4位。  
资格赛 

陈颖／（总分582，慢射292／速射290），排名第8位；  

费逢吉／（总分585，慢射291／速射294），排名第3位。  
决赛 

陈颖／（决赛208.4分／总分793.4分），最终获冠军；  

费逢吉／（决赛205.9分／总分787.9分），最终排名第4位。

### 女子飞碟双向
中国参加女子飞碟双向比赛（比赛时间：2008年8月14日）。

资格赛
魏宁

### 女子50米步枪三种姿势
中国参加女子50米步枪三种姿势比赛（比赛时间：2008年8月14日）。
三种姿势资格赛

武柳希 

杜丽

### 女子飞碟双向
中国参加女子飞碟双向比赛（比赛时间：2008年8月14日）。

资格赛
魏宁